# Próba Queckenstedta
Próba Queckenstedta (ang. Queckenstedt's phenomenon, Queckenstedt's test) – test polegający na uciśnięciu żyły szyjnej zewnętrznej podczas wykonywania punkcji lędźwiowej. Jeśli wypływ płynu mózgowo-rdzeniowego zwiększa się po ucisku (wzrasta ciśnienie płynu mózgowo-rdzeniowego) i spada od razu po zaprzestaniu ucisku żył, oznacza to, że nie ma przeszkody w kanale kręgowym. Wprowadzenie tego testu do diagnostyki wiązane jest z nazwiskiem Hansa Heinricha Georga Queckenstedta, jednakże przed nim podstawy zjawiska opisał brytyjski anatom John Hilton w 1863.